# 夏のスターパレード
『夏のスターパレード』（なつのスターパレード）は、1976年7月5日から同年7月16日までフジテレビ系全国ネットの帯番組枠『お昼のスペシャル』で放送されていたフジテレビ製作の歌謡番組である。全10回。放送時間は毎週月曜 - 金曜 12:15 - 13:00 （日本標準時）。

## 概要
毎回ヤクルトホールに当時の人気歌手と懐メロ歌手たちを招いて行われていた番組。司会は、当時フジテレビのアナウンサーだった小林大輔が務めていた。番組はゲストによる歌の披露のほか、彼らの隠された秘密や思い出の歌を聞き出すトークやご対面企画も行っていた。
番組はモントリオールオリンピック関連番組の放送開始を受けて10回で終了したが、同年9月からは再び同枠で同じような進行形式の歌謡番組『秋のスターパレード』が放送されていた。